# Pujolia megaderina
Pujolia megaderina is een keversoort uit de familie boktorren (Cerambycidae). De wetenschappelijke naam van de soort is voor het eerst geldig gepubliceerd in 1970 door Lane.